# Teruo Abe
Pour les articles homonymes, voir Teruo.
Teruo Abe (安部 輝雄, Abe Teruo) est un footballeur international japonais. Il évoluait au poste de défenseur.

## Biographie
Teruo Abe reçoit deux sélections en équipe du Japon lors de l'année 1934, sans inscrire de but.
En club, il joue en faveur de l'Université Kwansei Gakuin.